# Tossal de la Feixa
El Tossal de la Feixa és una muntanya de 1.297,0 metres que es troba al municipi de Coll de Nargó, a la comarca catalana de l'Alt Urgell.